# راملتيون
راملتيون( Ramelteon)، الذي يباع تحت الاسم التجاري روزريم( Rozerem)من بين أسماء أخرى، هو دواء يستخدم لعلاج مشاكل النوم .  يؤخذ عن طريق الفم قبل النوم بنصف ساعة.  لا يوجد أي قيود على مدة الاستخدام. على الرغم من أن الفعالية على المدى الطويل غير واضحة.  
وتشمل الآثار الجانبية الشائعة النعاس، والدوخة، والغثيان، وتفاقم صعوبة النوم.  قد تشمل الآثار الجانبية الأخرى الحساسية المفرطة والتفكير غير الطبيعي والاكتئاب .  التأثيرات على الحمل والرضاعة الطبيعية غير واضحة.  وهو ناهض لمستقبلات الميلاتونين ومن المتوقع أن يعمل بشكل مشابه للميلاتونين . 
اُكتشف في عام 1996 و وُوفِق على استخدامه الطبي في الولايات المتحدة في عام 2005.   تم رفض الموافقة عليه في أوروبا في عام 2008 بسبب عدم وضوح فعاليته.  وهو متوفر في الولايات المتحدة كدواء عام و يكلف حوالي 60 دولارًا أمريكيًا شهريًا اعتبارًا من عام 2021.  إنه ليس مادة خاضعة للرقابة . 